# Perdita stabilis
Perdita stabilis är en biart som beskrevs av Timberlake 1968. Perdita stabilis ingår i släktet Perdita och familjen grävbin. Inga underarter finns listade i Catalogue of Life.